# Rondeletia elegans
Rondeletia elegans är en måreväxtart som beskrevs av Nathaniel Lord Britton. Rondeletia elegans ingår i släktet Rondeletia och familjen måreväxter. Inga underarter finns listade i Catalogue of Life.